# Веділін Олександр Олексійович
Олекса́ндр Олексі́йович Веді́лін (25.11.1980—31.03.2022) — капітан 3 рангу ВМС Збройних сил України, учасник російсько-української війни, який загинув під час російського вторгнення в Україну.

## Життєпис
Народився 25 листопада 1980 року в м. Корсуні-Шевченківському (Черкаська область), де навчався у ЗОШ № 1. У 1997 році закінчив школу і вступив до військового вишу. Здобувши кваліфікацію інженера електрозв'язку, як офіцер військового управління тактичного рівня у 2002 році потрапив до Морської охорони Державної прикордонної служби в Маріуполі. Потім служив у Криму. В 2014 році, після спроби анексії Криму російськими військами, у складі свого підрозділу вийшов на материкову частину, залишившись відданим захисником України. Брав участь в АТО на сході України.
Під час російського вторгнення в Україну в 2022 році був капітаном 3 рангу. Загинув 31 березня 2022 року, обороняючи Маріуполь від захоплення російськими військами. Тимчасово був похований у Маріуполі. Із почестями був перепохований у Корсуні-Шевченківському 22 вересня 2022 року..

## Нагороди
- Орден «За мужність» III ступеня (2022) — за особисту мужність і самовіддані дії, виявлені у захисті державного суверенітету та територіальної цілісності України, вірність військовій присязі.[3]

Орден вручив родичам загиблого 1 грудня 2022 року голова Черкаської військової адміністрації Ігор Табурець.
- Відзнака Президента України «За участь в антитерористичній операції».

## Вшанування пам'яті
25 серпня 2022 року вулицю Гагаріна в м. Корсуні-Шевченківському перейменовано на вулицю Олександра Веділіна.